# 李怡慧
李怡慧（1981年10月4日—），台灣體育主播，現任FOX體育台記者及製作人，2005年進入緯來體育台，曾擔任SBL超級籃球聯賽場邊記者，也和徐裴翊一起主持過中華職棒第十九年度頒獎典禮。2012年進入民視任駐美國特派，採訪美國職棒大聯盟新聞。

## 履歷
2004年輔仁大學德文系畢業，曾當模特兒。
進入傳媒界之初在東森新聞台當娛樂記者，後來轉往體育新聞發展，歷任緯來體育台主播兼記者（2005年4月～2011年5月18日）、民視新聞台海外特派記者（2011年~2014年）、FOX體育台節目製作人。